# Illuminati: New World Order
Illuminati: New World Order (INWO) è un gioco di carte collezionabili pubblicato nel 1995 dalla Steve Jackson Games, basato sul loro gioco di carte tradizionale Illuminati, a sua volta ispirato dalla trilogia Illuminatus!.
Vinse l'Origins Award per miglior gioco di carte del 1997.

## Storia
In seguito al successo dei primi giochi di carte collezionabili, la Steve Jackson decise di adattare il suo gioco esistente Illuminati al nuovo tipo di formato, creando Illuminati New World Order, che fu uno dei giochi più attesi del 1994 a causa della sua discendenza dal precedente gioco, che aveva già avuto un ottimo successo. Nel dicembre dello stesso anno venne pubblicata la prima edizione (detta edizione "Limited"). Una seconda edizione "Unlimited" fu pubblicata nel marzo 1995, dopo che la prima edizione si esaurì rapidamente. Il dorso delle carte delle due edizioni è identico e possono quindi essere usate nello stesso mazzo carte, si differenziano solo nel colore del titolo delle carte (rosa per le carte group e blu per le carte plot nell'edizione Unlimited invece di oro) e nel carattere tipografico che diventa corsivo nell'Unlimited. Nel 1995 la Steve Jackson pubblicò il libro The INWO Book contenente il manuale, una guida a tutte le carte, varianti del gioco e consigli strategici.
Per gli appassionati che volevano autoprodursi proprie carte la Steve Jackson pubblicò nel luglio 1995 bustine contenenti venti carte con il fronte bianco (dieci con il dorso dei group e dieci con il dorso dei plot). Nel 1998 fu pubblicata l'espansione INWO Church of the SubGenius, composta di 100 carte vendute e giocabile anche come gioco a sé stante. Cinque carte promozionali furono distribuite in omaggio insieme a numeri delle rivista Pyramid e di Duellist, le prime tre di queste (The Great Pyramid, Pyramid Marketing Schemes e Trading Card Games) furono aggiunte al Factory Set.
Nel 1999 quando il successo dei giochi di carte collezionabili stava calando, la Steve Jacskon cancellò la produzione di INWO e pubblicò una nuova edizione di Illuminati sfruttando la grafica creata precedente.
Nell'aprile 1995 fu pubblicato un set in scatola definito The Factory Set o One With Everything conteneva una copia di ciascuna carta del set principale dell'edizione limitata, due copie di ogni carta Illuminati, tre carte carte che inizialmente erano state distribuite solo attraverso riviste, dieci carte plot bianche e dieci carte group bianche. Nella confezione oltre al manuale di gioco normale è compreso un regolamento aggiuntivo per giocare il gioco con un mazzo unico per tutti i giocatori, riportandolo quindi alle sue radici di gioco non collezionabile. In agosto fu pubblicata l'espansione Assassins di 123 carte venduta in pacchetti sigillati di otto carte. Lo stile del fronte delle carte è lo stesso di quello della serie Limited.

## Il gioco
La prima edizione (Unlimited) consisteva di 409 carte e fu venduta in confezioni iniziali contenenti due mazzi iniziali di 55 carte (pronti per essere giocati uno contro l'altro) e in bustine di espansione di 15 carte ciascuna. Ciascun giocatore rappresenta un gruppo cospirativo che intende dominare il mondo. Per poterlo fare deve nel corso della partita costruire una struttura di potere collegando alla carta Illuminati (che rappresenta il proprio gruppo cospirativo) delle carte Group ("Gruppi").
I gruppi disponibili sono gli Adepti di Ermete, gli Illuminati di Baviera, Triangolo delle Bermude, la Società della discordia, gli Gnomi di Zurigo, The Network, i servi di Cthulhu, Shangri-La e gli UFO, ma ne possono essere sono aggiunti altri tramite spansioni, ad esempio Assassins aggiunse The Society of Assassins, l'espansione SubGenius aggiunse la Chiesa del SubGenio.

### Le carte
Ogni carta Illuminati contiene quattro frecce uscenti su ogni lato, mentre ogni carta group contiene una freccia entrante e da zero a tre frecce uscenti. Ogni giocatore costruisce una struttura di potere disponendo le carte in modo che la freccia uscente da ognuna corrisponda alla freccia entrante di un'altra, con il vincolo che ogni carta non deve sovrapporsi a un'altra carta. Le carte possono essere orientate come si preferisce. In ogni turno un giocatore può aggiungere gratuitamente un gruppo alla propria struttura di potere, gruppi ulteriori possono essere aggiunti mediante un'azione di attacco (o attraverso poteri speciali delle carte).
Le carte group rappresentano organizzazioni — agenzie governative, partiti politici, movimenti d'opinione, gruppi industriali, religioni (Federal Bureau of Investigation, NASA, Partito Democratico, Boy Scout) - luoghi (nazioni o città, come Giappone, Italia o New York) e singoli individui potenti (Al Gore, Manuel Noriega). Questi possono essere sia gruppi del mondo reale, sia immaginari, generalmente con intenti umoristici (per esempio i Cattle Mutilator in riferimento agli episodi di mutilazione del bestiame negli anni '60 del XX secolo o gli adoratori di Elvis Presley della Church of Elvis).
Oltre alle carte gruppi i giocatori dispongono anche di carte plots ("piani"), che permettono di manipolare il mazzo, ottenere bonus speciali in attacco o in difesa o interferire in vario modo nelle azioni degli avversari. Le carte group e plot sono distinte dal colore del dorso.

### Gruppi ed allineamenti
Ogni carta gruppo o Illuminati può appartenere a uno o più di 10 allineamenti. I gruppi ottengono bonus quando tentano di controllare altri gruppi dello stesso allineamento o tentano di distruggere gruppi di allineamento opposto. Similmente incorrono in penalità quando tentano di controllare gruppi di allineamento opposto o tentano di distruggere gruppi dello stesso allineamento. Questi bonus sono cumulativi per ogni allineamento di entrambi i gruppi.
Ogni gruppo ha inoltre un potere (la sua forza di attacco), una forza di difesa (la sua resistenza a un attacco), un potere speciale descritto sulla carta stessa (per esempio la carta Italy può usare il suo potere per difendere ogni gruppo Weird senza consumare un'azione, Hillary Clinton da un bonus di +2 a ogni tentativo di controllare Bill Clinton, Congressional Wives o i Democrats, e un +6 a ogni tentativo di controllare direttamente uno di questi gruppi). Alcune posseggono degli attributi che possono modificare il suo comportamento della carta stessa in casi particolari.
Gli allineamenti sono:
- Straight: tendono verso lo status quo, quello che il pubblico considera normale (opposto a Weird).
- Weird: la deviazione dall'ortodossia, quello che il pubblico considera non convenzionale e irregolare  (opposto a Straight).
- Conservative: con un programma simile a quello del Partito Repubblicano e della destra religiosa (opposto di Liberal).
- Liberal: che tende verso il programma del Partito Democratico e in parte socialista (opposto di Conservative).
- Violent: gruppi che usano l'odio e le armi a loro vantaggio, a volte terroristi (opposto di Peaceful)
- Peaceful: movimenti pacifisti a contrari alla guerra (opposto di Violent)
- Government: legislatori, parlamentari e gruppi che governano nazioni (opposto di Corporate).
- Corporate: affaristi e multinazionali (opposto di Governement).
- Fanatic: un allineamento che si oppone a tutti gli altri gruppi compresi altri di allineamento "fanatic"
- Criminal: un allineamento che include terroristi, trafficanti di droga, politici corroti, avidi amministratori delegati, ecc.. Questo allineamento non ha opposti.

### Condizioni di vittoria
Per vincere un giocatore deve soddisfare una delle seguenti condizioni:
- eliminare tutti gli altri giocatori (un giocatore è eliminato se dopo il terzo turno la sua carta Illuminati non controlla più alcun gruppo);
- controllare almeno 12 gruppi (in una partita a due o tre giocatori), 11 gruppi (in una partita a quattro giocatori) o 10 gruppi (in una partita a cinque giocatori);
- raggiungere la condizione di vittoria speciale della sua carta Illuminati. Per esempio Shangri-La vince automaticamente se ci sono in gioco carte group di allineamento Peaceful con un potere cumulativo pari ad almeno 30,[13] indifferentemente di a chi appartengano le carte, mentre i Bermuda Triagle vincono se controllano gruppi per un potere cumulativo pari ad almeno 35 (incluso quello dei Bermuda Triangle) e possiedono almeno un gruppo per ogni allineamento.[14]